# Det støver stadig
Det støver stadig er en dansk komediefilm fra 1962, instrueret af Poul Bang og skrevet af Arvid Müller og Aage Stentoft. Filmen er en fortsættelse til Støv på hjernen fra 1961. Den blev efterfulgt af Støv for alle pengene i 1963 og Passer passer piger i 1965.

## Medvirkende
- Helle Virkner – Fru Henriksen
- Søren Elung Jensen – Hr. Henriksen
- Dirch Passer – Alf Thomsen
- Hanne Borchsenius – Frk. Monalisa Jacobsen
- Henrik Wiehe – Hr. Johansen
- Bodil Udsen – Fru Hansen
- Ove Sprogøe – Thorbjørn Hansen
- Karl Stegger – Hr. Feddersen
- Solveig Sundborg – Fru Feddersen
- Beatrice Palner – Fru Svendsen
- Henning Palner – Hr. Svendsen
- Olaf Ussing – Borgmesteren
- Gunnar Lemvigh – T. Eliassen
- Paul Hagen – Fotograf
- Judy Gringer – Model
- Gunnar Bigum – Kunde hos Feddersen
- Asbjørn Andersen – Redaktøren
- Ellen Malberg
- Bettina Heltberg – Klinikassistent
- Edith Hermansen
- Einar Reim – Doctor Krogh
- Pierre Miehe-Renard
- Bente Weischenfeldt
- Ulla Darni
- Lene Bro – Fotomodel
- Ebba Amfeldt – Dame på posthus